# Gradets (Valandovo)

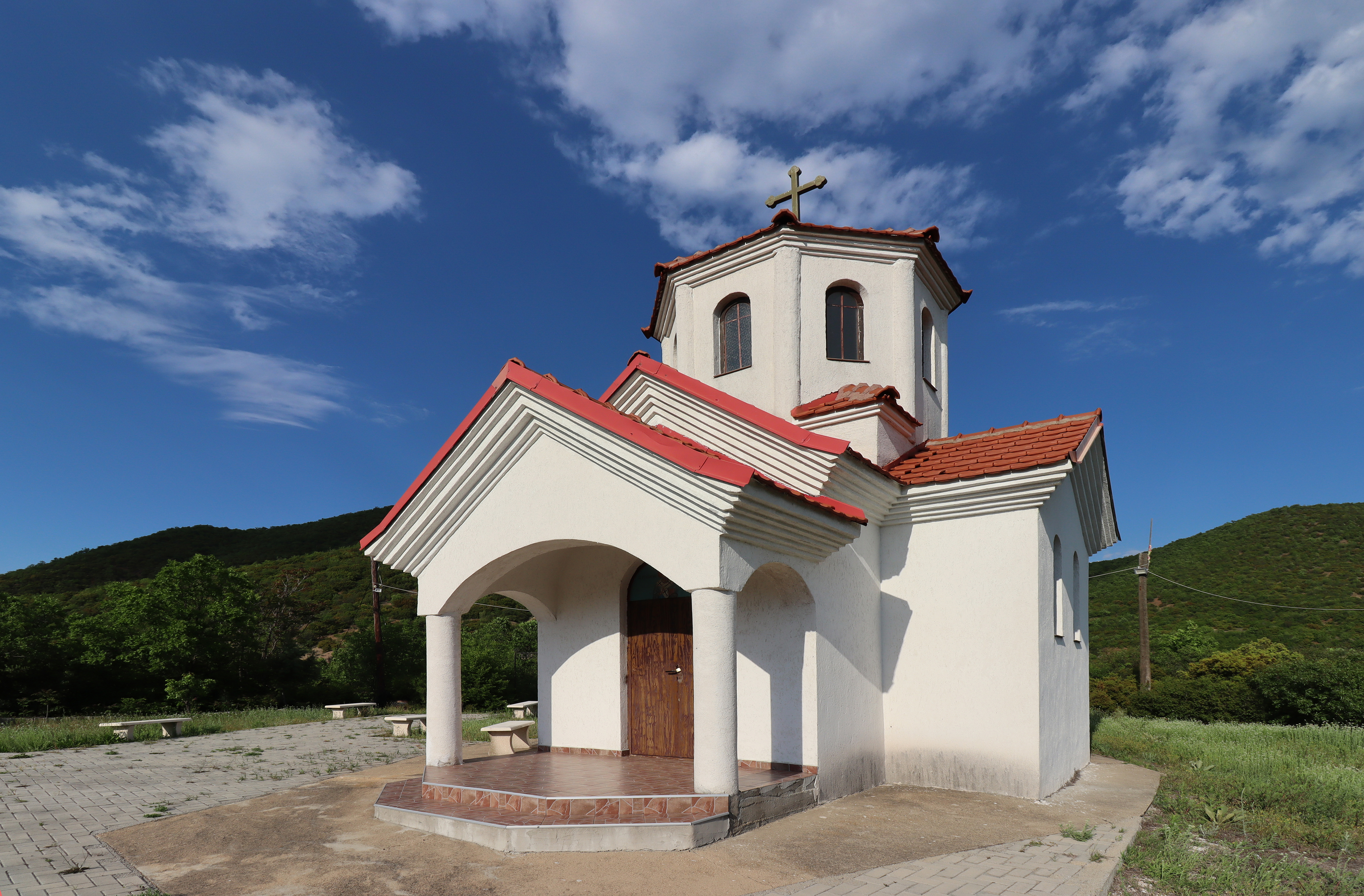
L'église St Athanase aux Gradets. Avril 2023.

Gradets (en macédonien Градец) est un village du sud-est de la Macédoine du Nord, situé dans la municipalité de Valandovo. Le village ne comptait aucun habitant en 2002. 